# Liste der Bodendenkmale in Ostercappeln
In der Liste der Bodendenkmale in Ostercappeln sind die Bodendenkmale der niedersächsischen Gemeinde Ostercappeln aufgeführt. Die Quelle ist der Denkmalatlas Niedersachsen.
- Bitte beachten Sie, dass diese Liste keinen Anspruch auf Vollständigkeit erhebt.
- Die Angaben ersetzen nicht die rechtsverbindliche Auskunft der zuständigen Denkmalschutzbehörde.
- Es sind nur Daten aus dem Denkmalatlas verarbeitet.
- Der Stand der Liste ist der 22. Mai 2025.

Ostercappeln im Landkreis Osnabrück

## Allgemein
In den Spalten finden sich folgende Informationen des Bodendenkmales:
| Lage         | geographische Koordinaten                                                           |
| Bezeichnung  | Bezeichnung lt. Denkmalatlas                                                        |
| Beschreibung | Beschreibung lt. Denkmalatlas                                                       |
| ID           | Objekt-ID                                                                           |
| Bild         | Bild, ggf. zusätzlich mit Link zu weiteren Fotos im Medienarchiv Wikimedia Commons. |

## Haaren
| Lage                        | Bezeichnung              | Beschreibung | ID       | Bild           |
| --------------------------- | ------------------------ | --- | -------- | -------------- |
| 52° 19′ 48″ N, 8° 10′ 6″ O  | Haaren 1, Grabhügel      | Durchmesser ca. 16 m und Höhe ca. 1 m. Rund. Rand abgesetzt. Groß, flach. | 28936303 | BW             |
| 52° 19′ 50″ N, 8° 10′ 13″ O | Haaren 2, Grabhügel      | Größe ca. 13 × 8,5 m und Höhe ca. 0,7 m. Oval. Einige bis faustgroße Sandsteine, Baumstümpfe. | 28936302 | BW             |
| 52° 19′ 48″ N, 8° 10′ 11″ O | Haaren 3, Grabhügel      | Durchmesser ca. 15 m und Höhe ca. 1,1 m. Rund. Rand schlecht abgesetzt. | 28936301 | BW             |
| 52° 19′ 29″ N, 8° 10′ 13″ O | Haaren 4, Grabhügel      | Durchmesser ca. 8 m und Höhe ca. 0,5 m. Rund, allmählich auslaufender Rand. Einzelne Steine sichtbar. | 28936299 | BW             |
| 52° 19′ 27″ N, 8° 10′ 14″ O | Haaren 6, Grabhügel      | Durchmesser ca. 8 m und Höhe ca. 0,4 m. Rand läuft sanft in das umliegende Gelände aus. Von N nach S eine grabenartige Vertiefung. | 28936298 | BW             |
| 52° 19′ 27″ N, 8° 10′ 12″ O | Haaren 7, Grabhügel      | Durchmesser ca. 6 m und Höhe ca. 0,5 m. Sanft auslaufender Rand. Unter der Laubdecke einige Sandsteine. | 28936297 | BW             |
| 52° 19′ 26″ N, 8° 10′ 11″ O | Haaren 8, Grabhügel      | Größe ca. 16 × 11 m und Höhe ca. 0,8 m. Oval. Rand flach auslaufend. Einige bis kopfgroße Sandsteine. | 28936296 | BW             |
| 52° 19′ 16″ N, 8° 10′ 26″ O | Haaren 10, Grabhügel     | Durchmesser ca. 22 m und Höhe ca. 1 m. Rund. In der Mitte eine alte Eingrabung. Am Rand einige kopfgroße Steine. Rand - besonders im SO - schwach abgesetzt. | 28936295 | BW             |
| 52° 19′ 11″ N, 8° 10′ 56″ O | Haaren 11, Grabhügel     | Durchmesser ca. 12 m und Höhe ca. 0,5 m. Rund.Rand schwach abgesetzt. Zahlreiche bis kopfgroße Steine. In der Kuppe eine flache Mulde. | 28936294 | BW             |
| 52° 19′ 9″ N, 8° 11′ 36″ O  | Haaren 12, Landwehr      | Landwehr, bestehend aus 2 Wällen mit 3 begleitenden Gräben in NNO-SSW-Orientierung. Gesamtbr. bis 25 m; Wallbr. bis 7 m; Wallh. bis 1,9 m; Kronenbr. bis 1 m. Wallprofil abgerundet bis trapezförmig. Grabenbr. bis 5,5 m. Im NNO auslaufend; durch die Landstraße „Dübberort“ und den Weg „An der Landwehr“ unterbrochen, sonst gut erhalten. | 28936293 | BW             |
| 52° 19′ 0″ N, 8° 11′ 51″ O  | Haaren 14, Großsteingrab | Lange Steinkammer in enger, langovaler Umfassung, die die Reste einer Erdaufschüttung zusammenhält. Ungefähr Ost-West. Kammer noch tief im Erdreich verborgen, dass wesentlich nur die nicht mehr vollstandige Reihe der Decksteine, kaum noch in situ, zu sehen ist. Von den Trägern sind lediglich 7 vom östlichen Teil der nördlichen Langseite, davon zwei bis drei in situ, der Abschlussstein der östlichen Schmalseite in situ und sechs der südlichen Langseite, davon vier in situ, zu sehen. Sie erlauben im Verein mit den vorhandenen sieben von ursprünglich neun Decksteinen die Rekonstruktion einer Kammer mit 15 m × 1,8 m lichtem Maß. Etwa in der Mitte der Südseite hat der Eingang gelegen, den ein in situ stehender Umfassungsstein andeutet. Die wenigen Umfassungssteine deuten überdies auf eine enge, langovale Einfassung. Die fehlenden zwei Decksteine liegen außerhalb der Einfassung. (Sprockhoff Nr. 907) | 28936292 | Weitere Bilder |
| 52° 19′ 9″ N, 8° 11′ 56″ O  | Haaren 15, Großsteingrab | Hünenbett in Richtung Nordwest-Südost. In der Mitte eines 30 m langen und 6,5 m breiten Dammes von 1 m Höhe, der an drei Seiten noch durch 24, meist in situ stehende Umfassungssteinen gestützt wird, die Steine der nordwestlichen Schmalseite fehlen, liegt eine verhältnismäßig gut erhaltene Steinkammer. Zu sehen sind je vier Träger der Langseiten und die zwei Träger der Schmalseiten, die sämtlich in situ stehen. In situ liegen auch die fünf vorhandenen Decksteine, einer fehlt. Südwestlich der Kammermitte ist offenbar ein Deckstein des Ganges - wohl in situ - erhalten. Die lichte Weite der Kammer misst 10,4 × 1,5 m bis 1,7 m. Da die Kammer noch tief in der Erde steckt, ist sie wahrscheinlich sehr gut erhalten. Ein in jüngster Zeit im W-Bereich des Langbettes abgelagerter Findling könnte von seiner Form und seinen Abmessungen her der fehlende Deckstein sein! Von den Umfassungssteinen des Langbettes fehlen zwei im NO-Bereich, diese sind möglicherweise herausgerissen worden und liegen jetzt zwischen den östl. Einfassungssteinen. Ein weiterer zusätzlicher Findling ist direkt nördl. der östl. Stirnseite der Grabkammer abgelagert worden. (Sprockhoff Nr. 906) | 28936181 | Weitere Bilder |
| 52° 19′ 2″ N, 8° 12′ 0″ O   | Haaren 16, Grabhügel     | Durchmesser ca. 22 m und Höhe ca. 1,5 m. Fast rund. Rand abgesetzt. Ausgeprägte Mulde in der Hügelkuppe. In der O- und N-Hälfte 2 kleinere Eingrabungen. Im S sehr große Störung. Sandentnahme. | 28936291 | BW             |
| 52° 19′ 2″ N, 8° 12′ 3″ O   | Haaren 17, Grabhügel     | Durchmesser ca. 18 m und Höhe ca. 1,7 m. Fast rund. Rand abgesetzt. Ausgeprägte Mulde in der Kuppe. Einige bis kopfgroße Sandsteine. | 28936290 | BW             |
| 52° 19′ 15″ N, 8° 10′ 54″ O | Haaren 20, Grabhügel     | Durchmesser ca. 9 m und Höhe ca. 0,5 m. Rund. Rand schwach abgesetzt. Mehrere Feldsteine sichtbar. Im Zentrum ein Findling. | 28936289 | BW             |
| 52° 19′ 11″ N, 8° 11′ 1″ O  | Haaren 22, Grabhügel     | Durchmesser ca. 4,5 m und Höhe ca. 0,3 m. Rund. Rand schlecht abgesetzt. | 28936288 | BW             |
| 52° 19′ 9″ N, 8° 11′ 4″ O   | Haaren 28, Grabhügel     | Durchmesser ca. 6 m und Höhe ca. 0,4 m. Rund. Rand schwach abgesetzt. | 28936544 | BW             |
| 52° 19′ 7″ N, 8° 11′ 4″ O   | Haaren 30, Grabhügel     | Durchmesser ca. 6 m und Höhe ca. 0,4 m. Rund. Rand gut abgesetzt. Flache Kuppenmulde, Tiergänge. | 28936314 | BW             |
| 52° 19′ 6″ N, 8° 11′ 3″ O   | Haaren 32, Grabhügel     | Größe ca. 8 × 4 m und Höhe ca. 0,3 m. W-Hälfte des Hügels in Weide völlig abgetragen. In N-S-Richtung von Weidezaun überzogen. | 28936190 | BW             |
| 52° 19′ 46″ N, 8° 12′ 7″ O  | Haaren 40, Grabhügel     | Durchmesser ca. 7 m und Höhe ca. 0,7 m. Annähernd rund. | 28935413 | BW             |
| 52° 19′ 1″ N, 8° 11′ 52″ O  | Haaren 58, Grabhügel     | Durchmesser ca. 7 m und Höhe ca. 0,4 m. Fast rund. Rand schlecht abgesetzt. | 28936188 | BW             |
| 52° 19′ 46″ N, 8° 10′ 15″ O | Haaren 72, Grabhügel     | Durchmesser ca. 11 m und Höhe ca. 0,6 m. Rund. Gleichmäßig flach gewölbt. Rand im SO schlecht abgesetzt. Bis faustgroße Bruchsteine. Weidezaun läuft über die SO-Hälfte. | 28936187 | BW             |
| 52° 19′ 43″ N, 8° 10′ 18″ O | Haaren 96, Grabhügel     | Durchmesser ca. 14 m und Höhe ca. 0,5 m. Rund. Dm. 14 m; H. 0,5 m. Kuppe abgeflacht. Rand flach auslaufend. Einkuhlungen. NO-Seite von Weg angeschnitten, nach SW abfallendes Gelände. | 28936186 | BW             |
| 52° 19′ 42″ N, 8° 10′ 19″ O | Haaren 97, Grabhügel     | Durchmesser ca. 12 m und Höhe ca. 0,6 m. Rund. Rand flach auslaufend. Tierbaue. SW-Bereich von Weg angeschnitten und gestört. | 28936185 | BW             |
| 52° 19′ 42″ N, 8° 10′ 21″ O | Haaren 98, Grabhügel     | Durchmesser ca. 10 m und Höhe ca. 0,4 m. Fast rund. Rand flach auslaufend. Nach SW abfallendes Gelände. | 28936184 | BW             |
| 52° 19′ 42″ N, 8° 10′ 22″ O | Haaren 99, Grabhügel     | Durchmesser ca. 8 m und Höhe ca. 0,4 m. Rund. Rand flach auslaufend. | 28936183 | BW             |
| 52° 19′ 48″ N, 8° 10′ 41″ O | Haaren 106, Kuhof        | Burg mit umgebender quadratischer Graft. L. ca. 120 m. Graft insgesamt gut erhalten und wasserführend. Direkt nördl. der NO-Graftecke ein von einem Erddamm aufgestauter Teich, der vermutlich die Wasserversorgung des Graftsystems sicherstellen sollte und auch als Fischteich diente. Heutige Bebauung: In dem eingeschossigen, dreizehn Achsen langen Herrenhaus Reste einer ehemaligen zweigeschossigen Anlage des späten 16. und 17. Jhs. An das Herrenhaus schließt ein Torhaus an. Ehemals geschlossene Renaissance-Burg. | 28936182 | BW             |

## Hitz-Jöstinghausen
| Lage                        | Bezeichnung                         | Beschreibung | ID       | Bild           |
| --------------------------- | ----------------------------------- | --- | -------- | -------------- |
| 52° 19′ 58″ N, 8° 15′ 3″ O  | Hitz-Jöstinghausen 1, Großsteingrab | Wallartige Erhebung in O-W-Orientierung. Auf und daneben 16 Granitfindlinge in unregelmäßiger Lage sichtbar. Träger und Decksteine zum großen Teil von ehemaligen Standort entfernt, der Steinaufbau ist daher weitgehend zerstört. Der Inhalt der Grabkammer ist aber noch in Form der wallartigen Erhebung von ca. 20 m L. und 3 – 4 m Br. vorhanden und scheint gut erhalten zu sein. Ausgrabungen durch die Stadt- u. Kreisarchäologie im Jahr 2009 zeigten eine mit Granitgrus ausgelegte Grabkammer von etwa 13 m mit insgesamt vermutlich 10 Jochen. Findlinge vermutlich im 17./18. Jh. von Steinschlägern zerstört. Der Hügelfuß mit Grabung nicht erreicht, aufgefundene Steine lassen einen Steinkranz am Hügelfuß vermuten. Das Grab ist den Trägern der Trichterbecherkultur bis Einzelgrabkultur zuzuweisen. | 28934676 | Weitere Bilder |
| 52° 18′ 43″ N, 8° 15′ 45″ O | Hitz-Jöstinghausen 5, Grabhügel     | Durchmesser ca. 17 m und Höhe ca. 1,2 m. Fast rund. Im S und W gut abgesetzt, im N und O auslaufend. Im S tiefe Eingrabung von 6 m L. und 4 m Br. Am O-Rand Hochsitz. | 28936310 | BW             |
| 52° 18′ 39″ N, 8° 16′ 1″ O  | Hitz-Jöstinghausen 6, Grabhügel     | Durchmesser ca. 21 m und Höhe ca. 1,4 m. Fast rund. Rand gut abgesetzt. In der Kuppe tiefgreifende Eingrabung von ca. 8 × 6 m L. und 1,2 m T. | 28936309 | BW             |
| 52° 20′ 1″ N, 8° 15′ 0″ O   | Hitz-Jöstinghausen 19, Caldenhof    | Ehemals befestigter Gutshof mit umfangreicher annähernd quadratischer Graftanlage, die durch innere Gräfte einen Hauptburgplatz von zwei Vorburgen trennt. Gesamtausdehnung 110 × 110 m. Zugang von NW. Graftanlage vom Caldenhofer Graben mit Wasser gespeist und entwässerte nach NO in den Mühlengraben. Spätmittelalterlicher befestigter Gutshof, vermutlich aus dem alten Meierhof zu Caldenhof entstanden. Das im Jahre 1910 abgebrochene Herrenhaus war lt. v. Bruch einstöckig und stammte vermutlich aus dem 17. Jh. Eine laut G.-U. Piesch und W. Schlüter hier ehemals vorhandene mutmaßliche Turmhügelburg als Vorgängeranlage ist im Gelände nicht mehr nachweisbar. | 28936420 |                |
| 52° 18′ 37″ N, 8° 16′ 5″ O  | Hitz-Jöstinghausen 20, Grabhügel    | Durchmesser ca. 9 m und Höhe ca. 0,8 m. Rund. In der Kuppe größere zentrale Eingrabung. Darin moderne Müllablagerung. | 28934890 | BW             |

## Nordhausen
| Lage                       | Bezeichnung              | Beschreibung | ID       | Bild |
| -------------------------- | ------------------------ | --- | -------- | ---- |
| 52° 19′ 0″ N, 8° 13′ 46″ O | Nordhausen 10, Grabhügel | Größe ca. 13 × 10 m und Höhe ca. 0,5 m. Rundoval. (N-S). Rand abgesetzt, in der Kuppe eine Eingrabung von ca. 4 × 4 m. O-Flanke um ca. 3 m angeschnitten durch Landstraße. | 28936311 | BW   |

## Ostercappeln
| Lage                        | Bezeichnung                 | Beschreibung | ID       | Bild |
| --------------------------- | --------------------------- | --- | -------- | ---- |
| 52° 20′ 33″ N, 8° 13′ 40″ O | Ostercappeln 17, Steinkreuz | Steinkreuz aus Sandstein. H. 1,47 m; Br. 0,81 m; D. 0,21 m. Gleichmäßig gearbeitetes Steinkreuz mit geraden Armen. Am rückseitigen Kopfteil eine Abschlagstelle, sonst gut erhalten. | 28934560 | BW   |

## Schwagstorf
| Lage                        | Bezeichnung                      | Beschreibung | ID       | Bild           |
| --------------------------- | -------------------------------- | --- | -------- | -------------- |
| 52° 21′ 1″ N, 8° 12′ 9″ O   | Schwagstorf 1, Krebsburg         | Ehemals Burg mit nordnordöstl. vorgelagerter Vorburg, von rechteckigem Graftsystem umgeben. Gr. L. 190 m; Br. ca. 105 m; Graft-Br. ca. 10-15 m; im N rechteckiger Teich. Von der alten Burg sind je nach Autor nördlich oder östlich des heutigen Herrenhauses noch Reste des Wassergrabens und der Fundamente erhalten. Vermutlich um 1300 gegründet, um die Mitte des 17. Jhs. völlig verfallen. Die Wasserversorgung des Graftsystems erfolgte über den Krebsburger Mühlbach sowie einen dreieckigen Teich direkt westl. der Burg. | 28935547 | BW             |
| 52° 21′ 7″ N, 8° 10′ 59″ O  | Schwagstorf 2, Schnippenburg     | Annähernd rechteckige geschlossene Wallanlage mit abgerundeten Ecken und Abschrägung an der NW-Ecke. Gr. L. ca. 170 m (O-W); gr. Br. ca. 120 m (N-S); Flächeninhalt ca. 1,4 ha. Die Befestigung wird gebildet durch einen einfachen Wall mit außen und innen vorgelagertem flachen Graben. Heutige Wall-Br. bis 7,5 m; H. bis 0,7 m. Der Außengraben ist an der O-, N- und W-Seite noch schwach erkennbar, der Innengraben ist nur noch schwach an der N-Seite zu erkennen. Ungefähr in der Mitte der Burgfläche befindet sich eine brunnen- oder zisternenartige trichterförmige Vertiefung; Dm. ca. 5,5 m; T. ca. 2,5 m. Der S-Bereich der Wallanlage wird durch den sog. Koppelweg geschnitten. | 28935549 | Weitere Bilder |
| 52° 21′ 36″ N, 8° 11′ 52″ O | Schwagstorf 3, Großsteingrab     | An der S-Seite sind 12 Tragsteine vorhanden, an der N-Seite 11, tw. noch tief in der Erde steckend. Es sind insgesamt 11 Deckplatten erhalten, davon eine in situ, die übrigen sind von den Trägern in die Kammer gerutscht. In den zweiten Deckstein von O sind 17 kleine Schälchen mit einem Dm. von ca. 6 cm ca. 1 – 1,5 cm tief künstlich eingetieft worden. Auf den westl. anschließenden Decksteinen sind ebenfalls vereinzelt Schälchen vorhanden. Gesamtl. ca. 20 m; Br. ca. 2,5 m. (Sprockhoff Nr. 903) | 28988350 | Weitere Bilder |
| 52° 21′ 57″ N, 8° 13′ 0″ O  | Schwagstorf 4, Großsteingrab     | Kurze Steinkammer in Richtung Nordwest-Südost. Der nordwestliche Abschlussstein, die drei Träger der südwestlichen Langwand, zwei Träger der nordöstlichen Langseite und ein kurzer Tragstein der südöstlichen Schmalseite stehen in situ. Der südöstliche Deckstein liegt in alter Lage, zwei Decksteine sind in die Kammer gefallen. Der Eingang dürfte an der südöstlichen Schmalseite gewesen sein. Auffallend ist, wie sich das in lichter Weite 4,5 m lange Grab von 2 m im Nordwesten zu 2,5 m im Südosten verbreitert. Gesamtl. 6 m; Br. 3 m. Aus Granitfindlingen aufgebaut.(Sprockhoff Nr. 904) | 28936308 | Weitere Bilder |
| 52° 21′ 57″ N, 8° 13′ 3″ O  | Schwagstorf 5, Großsteingrab     | Zerstörtes Steingrab. Vorhanden sind lediglich ein gesprengter Deckstein und vier Steine, die offenbar Träger gewesen sind. Ein einziger von ihnen, der westliche, könnte in situ stehen. Aus Granitfindlingen aufgebaut. Auf der gesprengten Deckplatte 2 Bohrlöcher. (Sprockhoff Nr. 905) | 28936307 | Weitere Bilder |
| 52° 21′ 53″ N, 8° 13′ 4″ O  | Schwagstorf 6, Grabhügel         | Durchmesser ca. 10 m und Höhe ca. 1,6 m. Fast rund. Rand gut abgesetzt. Am SW-Hügelfuß mehrere Steine sichtbar. Im SW und N Randbereiche abgetragen. | 28935552 | BW             |
| 52° 20′ 50″ N, 8° 12′ 23″ O | Schwagstorf 15, Fredeburg        | Ehemals Gutsanlage mit steinernem Herrenhaus und Nebengebäude, von einer Graft umgeben. Heute vollkommen abgetragen und eingeebnet. Beim Tiefpflügen 1992 sind vermutlich noch erhaltene Fundamentmauern tw. zerstört worden. Adlig-freies Gut mit Graftenanlage. Neuzeitlich, Anfang 17. Jh. gegründet, mit möglicherweise spätmittelalterlichem Bauernhof als Vorgängersiedlung. Im Laufe des 19. Jhs. verlassen und verfallen. Das adlig-freie Gut ist mit Anfang des 17. Jhs. durch den Besitzer der Krebsburg, Heinrich v. Prenger, aus Grundstücken des HE Mönickhaus in Schwagstorf geschaffen worden und von ihm als Wohnsitz nach seinem Verzicht auf die Krebsburg 1613 bezogen worden. Anfang des 18. Jhs. an die Krebsburg zurückgekommen. In der Karte der Gaußschen Landesaufnahme ist an der Stelle der Friedeburg noch ein Gebäude verzeichnet.                                                               | 28935065 | BW             |
| 52° 23′ 26″ N, 8° 14′ 2″ O  | Schwagstorf 19, Landwehr         | Drei parallele Gräben mit vorgelagerten Wällen. Die beiden SW-Wälle liegen in geringem Abstand dicht nebeneinander, der NO-Wallgraben liegt in ca. 20 m Abstand davor. Nachweisbare L. in der Gmkg. ca. 1,6 km. Unterschiedliche Erhaltung. Das nördlichste Teilstück ist abgetragen, keine obertägigen Reste erhalten; das mittlere Teilstück ist gut erhalten. Doppelwall mit drei Gräben; Gesamt-Br. 32 m. W-Wall mit Außen- und Innengraben, Wall-Br. ca. 7,5 m; H. 0,9 m; Graben-Br. jeweils 3 m; T. ca. 0,8 m, O-Wall und Außengraben stark verschliffen, H. bis 0,5 m; südlich hiervon ist der Wall abgetragen, keine obertägigen Reste erhalten; darauf folgt im Süden ein gut erhaltener Abschnitt der Landwehr; Maße wie nördlich erhaltene Teilstück; südlich hiervon ist die Landwehr abgetragen, keine obertägigen Reste erhalten. - Teilstück ID: 37018023                                                      | 28935554 | BW             |
| 52° 23′ 11″ N, 8° 13′ 27″ O | Schwagstorf 44, Stricksburg      | Niederungsburg mit einfachem rechteckigem Graftsystem. Gr. L. 60 m (WSW-ONO), gr. Br. 45 m. Graft gut erhalten und wasserführend. Zugang erfolgte von SO. Ehemalige Burggebäude sind abgetragen. Burgplatz gegenüber dem westl. anschließenden Niederungsgebiet leicht erhöht. Hohes bis spätes Mittelalter, 13. Jh. Lt. R. v. Bruch (1930, 256) scheint die alte Burg um 1618 nicht mehr bestanden zu haben, da Anfang des 17. Jhs. von H. v. Morsey ein neues Herrenhaus auf der sogenannten Strickswiese errichtet wurde. Älteste urkundliche Erwähnung eines Rittergeschlechtes von der Stricket als tecklenburgische Ministerialen im Jahre 1277, seit 1350 bischöflich osnabrückische Lehnsträger (Wrede 1977, 214). Um 1460 ist Sweder von der Stricket, genannt Venyn, als Herr des Gutes Stricksburg urkundlich überliefert. Seit Anfang des 16. Jhs. ist die Besitztumsabfolge eng mit der der Krebsburg verbunden. | 28954917 | BW             |
| 52° 22′ 33″ N, 8° 11′ 39″ O | Schwagstorf 46, Köttingsburg     | Niederungsburg mit rechteckiger Graftanlage. L. ca. 75 m, Br. ca. 40 m. Graftbr. ehemals ca. 6 m. Keine obertägigen Reste erhalten, Graftanlage verfüllt. Anhand von Bauschutt- und Keramikkonzentrationen können zwei Steingebäude lokalisiert werden, davon ein vermutlich leicht erhöht stehendes Hauptgebäude und ein kleineres Nebengebäude. Ein drittes Gebäude liegt im W-Bereich und ist durch eine Bruchsteinkonzentration und wenige Keramikfunde gekennzeichnet. | 28934796 | BW             |
| 52° 22′ 42″ N, 8° 11′ 50″ O | Schwagstorf 112, Gut Wahlburg    | Burg, ehemals von doppelter Graft umgeben. Die äußere, rechteckige Graft ist allseitig gut erhalten, aber z.Zt. nicht wasserführend. Gr. L. ca. 132 m; gr. Br. ca. 85 m. Graftbreite im S ca. 5 m. Die innere Graft ist verfüllt. Der heutige Gebäudebestand umfasst das neue Herrenhaus aus dem Jahre 1774, an das im echten Winkel ein Seitenflügel anschließt sowie mehrere neuere Wirtschaftsgebäude. Beim Anbau des Seitenflügels stieß man im Schnittpunkt der beiden Gebäude auf die Fundamentreste eines älteren Turms. Älteste urkundliche Erwähnung des Namens „in Castro Walborch“ im Jahre 1368. Nach mehrfachem Besitzerwechsel erfolgte vermutlich im Jahre 1441 unter Hermann von Schwege eine neue Befestigung der Burganlage. Die Wasserversorgung der Gräfte erfolgte vermutlich aus dem Strothbach sowie aus zwei Teichen, die ca. 200 m der Wahlburg liegen.                                              | 28935556 | Weitere Bilder |
| 52° 23′ 4″ N, 8° 12′ 28″ O  | Schwagstorf 133, Gut Schwegerhof | Befestigter Gutshof, ehemals von einfacher, annähernd trapezförmiger Graftanlage umgeben. Ehem. gr. L. ca. 170 m (NW-SO); gr. Br. ca. 120 m. Zufahrt von NO. Die Graft wurde 1913 verfüllt. Der heutige Gebäudebestand umfasst das alte, als zweistöckiger Fachwerkbau aufgeführte Herrenhaus von 1659 sowie das jetzige, im Jahre 1818 als einfacher Steinbau errichtete Herrenhaus sowie mehrere Wirtschaftsgebäude. Frühe Neuzeit, 16. Jh. Die Graftanlage wurde offenbar aus dem Strothbach gespeist. Lt. R. v. Bruch (1930, 256) wurde das Gut Schwegerhof um die Mitte des 16. Jhs. aus einem gleichnamigen, vom Stift Corvey zu Lehen gegebenen, Bauernerbe geschaffen. Älteste bekannte urkundliche Überlieferung eines Hofes „ton Schweghe“ im Jahre 1368. | 28955404 | BW             |

## Venne
| Lage                       | Bezeichnung            | Beschreibung | ID       | Bild           |
| -------------------------- | ---------------------- | --- | -------- | -------------- |
| 52° 22′ 5″ N, 8° 10′ 55″ O | Venne 1, Großsteingrab | Verhältnismäßig gut erhaltene Steinkammer in ostwestlicher Richtung in den Resten einer ovalen Einfassung. Die Träger der beiden Schmalseiten stehen in situ, desgleichen sieben von zwölf erhaltenen Tragsteinen der Nordwand. Auf der südlichen Langwand ist das Bild nicht so klar, immerhin wird man vier von zehn erhaltenen Trägern noch als in situ befindlich ansehen dürfen. Es sind sechs Decksteine vorhanden, die alle abgesunken sind. Der dritte, von Westen gezählte, liegt noch drei Trägern im Norden auf, hat aber zwei nach außen gedrückt. Vielleicht war dies ein Tordeckstein, dann hätte der Eingang aber nicht in der Mitte gelegen. Die lichte Weite der Kammer beträgt 15,5 × 1,5 m. Die Umfassungssteine sind sämtlich nach außen gefallen. Im Nordwesten und im östlichen Teil der Südseite noch vorhanden. Umfassung stand eng um die Kammer. (Sprockhoff Nr. 900) | 28936548 | Weitere Bilder |
| 52° 22′ 3″ N, 8° 10′ 55″ O | Venne 2, Großsteingrab | Kurze Steinkammer, ungefähr ostwestlich gelegen. Gesamtl. 11 m; Br. 4 m. Aus Granitfindlingen aufgebaut. Auf der südl. Langseite 2 Träger in situ sowie 3 wohl von Trägern abgesprengte Steine. (Sprockhoff Nr. 901) | 28936305 | Weitere Bilder |
| 52° 22′ 2″ N, 8° 10′ 54″ O | Venne 3, Großsteingrab | Eine im Grundriss gut erhaltene Steinkammer ungefähr ostwestlicher Richtung. Die nördliche Langseite besaß acht Tragsteine, von denen sieben erhalten sind und in situ stehen. Die beiden Träger der Schmalseiten stehen ebenfalls in situ, allerdings ist der westliche nach außen gedrückt. Auf der südlichen Langseite, die ebenfalls aus acht Trägern bestanden hat, die alle vorhanden sind, stehen sechs in situ. Eine Lücke in der Mitte bezeichnet den Eingang. In der Kammer liegen vier Decksteine, einer ist gesprengt. Die lichte Weite der Kammer beträgt 10,5 m : 1,5 m. Gesamtl. 12 m; Br. 3 m. (Sprockhoff Nr. 902) | 28936304 | Weitere Bilder |
| 52° 24′ 1″ N, 8° 8′ 30″ O  | Venne 38, Kalkofen     | Kalkbrennerei mit einem vollständig restaurierten Kalkbrennofen. Neuzeitlich, genaue Datierung unbekannt. Besteht aus einem sog. Ringofen, der über vier seitliche Öffnungen für Befeuerung, Zugluft und Entnahme des Endprodukts verfügt. Verarbeitet wurde der Kalkstein des Kalkrieser Berges, der hier in ca. 500 m Entfernung abgebaut wurde. Die Beschickung des Ofens erfolgte mit abwechselnden Lagen von Kalkstein und Holzkohle über einen gewölbten Gang von oben. Gehörte zum Hof Hollewede in Niewedde. | 28935063 | BW             |